# Pristimantis ardalonychus
Pristimantis ardalonychus é uma espécie de anfíbio  da família Craugastoridae. É endémica do Peru. Os seus habitats naturais são: florestas subtropicais ou tropicais húmidas de baixa altitude e regiões subtropicais ou tropicais húmidas de alta altitude. Está ameaçada por perda de habitat.